# Gonzalo Lama
Gonzalo Andrés Lama Feliu (Lo Barnechea, Santiago, Chile; 27 de abril de 1993) es un extenista chileno de los años 2010 y entrenador.
En su carrera ha ganado dos títulos Challenger individuales. Su mejor puesto en la Clasificación de la ATP individual ha sido el 160.º en 2016 y en dobles, el 367.º en 2017. Compite por el equipo chileno de Copa Davis desde 2014.

## Trayectoria deportiva
El jugador mejor clasificado que ha vencido es Robin Haase (86.º) en el Challenger de Prostějov de 2016 en Chequia. Entre sus mejores victorias se encuentran rivales alguna vez top 100 como Robin Haase, Alejandro González, Santiago Giraldo, Pere Riba, Boris Pašanski, Víctor Estrella, Thiago Monteiro, Nicolás Jarry, Daniel Muñoz de la Nava, Roberto Carballés, James Ward, Ernesto Escobedo, Blaž Kavčič, Nicolás Kicker, Rubén Ramírez Hidalgo, Potito Starace y Thomas Fabbiano.

### Inicios (2012-2013)

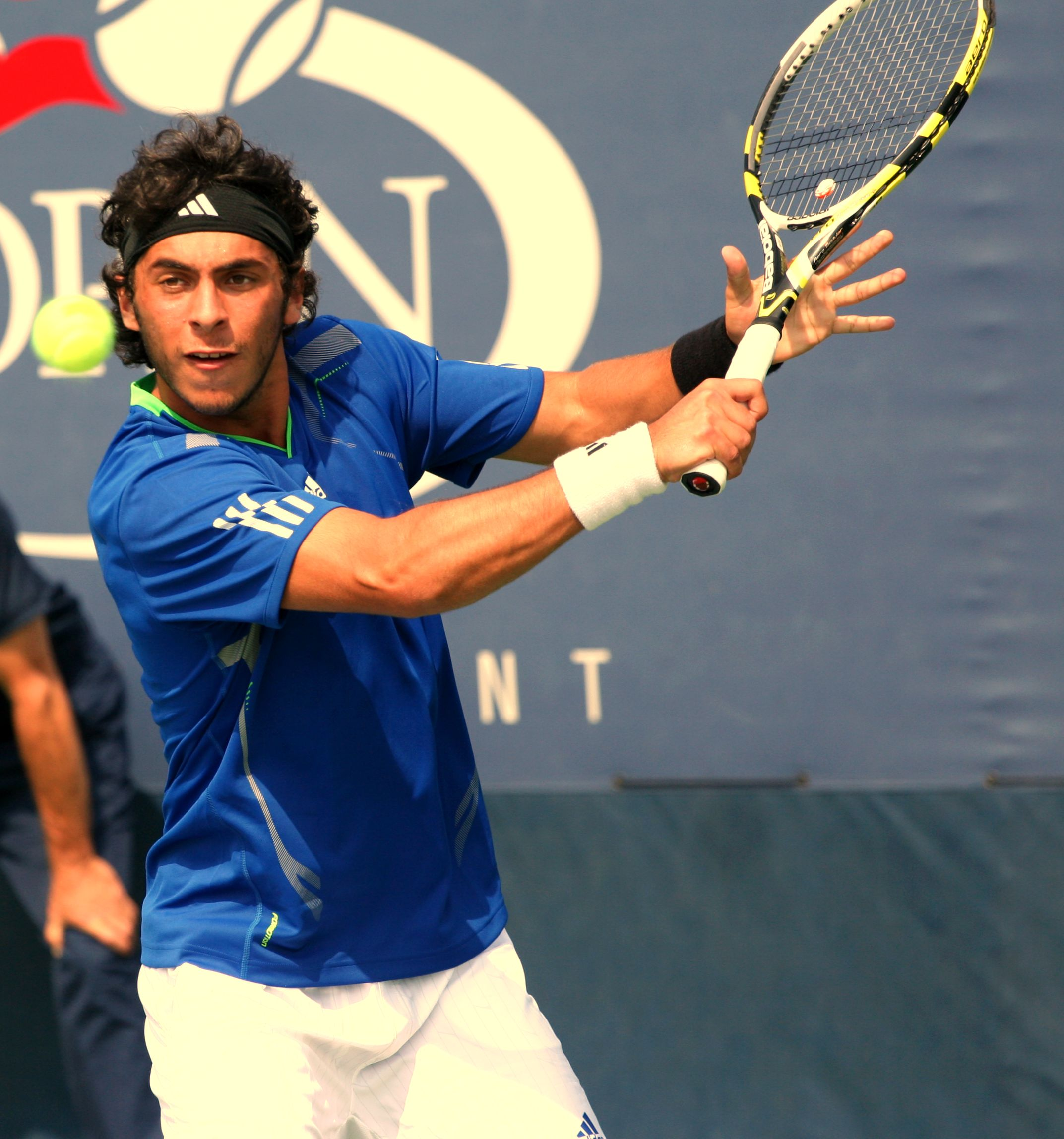
Lama en 2011

#### 2012
En 2012 y luego de terminar su etapa de junior, Lama gana dos títulos de Future en dobles, mientras en individuales llega a la final del Futuro Chile 9 realizado en Santiago de Chile, cayendo en la final ante el italiano Stefano Travaglia por 3-6 2-6. Termina el año en el puesto 804 del ranking de la ATP.

#### 2013
Al comenzar el año 2013, Lama decide meterse de lleno en el profesionalismo, llegando a la segunda ronda de la fase de clasificación en el ATP de Viña del Mar, tras vencer al argentino Marco Trungelliti.
Luego entra en la gira sudamericana de Challengers, llegando a octavos de final en el Challenger de Salinas tras superar la fase de clasificación y vencer en primera ronda al serbio Boris Pashanski. A la semana siguiente, en el Challenger de Santiago, ratificaría su buen momento llegando a cuartos, tras derrotar a Juan Carlos Sáez y nuevamente a Boris Pashanski. En abril juega la primera parte de la serie de Futuros en Chile, llegando a la final en el primero de ellos, cayendo ante el boliviano Hugo Dellien en tres estrechos sets. Sin embargo, a la semana siguiente, en el Futuro Chile 2, tendría su revancha ante el brasileño Wilson Leite, al que venció en tres sets salvando tres puntos de partido. Siendo este el primer título de la carrera profesional de Lama. Luego de la gira chilena de Futuros, Lama sufre dos lesiones en el tobillo de forma casi consecutiva, que lo alejan de las canchas por más de dos meses. Luego de un regreso lento, vuelve a Chile para ganar su segundo Futuro en Santiago, al vencer en la final del Futuro Chile 5 al argentino Facundo Mena por 6-2 y 6-1. En noviembre obtendría el título del Futuro Chile 9, tras ganar al argentino Andrés Molteni en dos sets, obteniendo su tercer título de la temporada.

### Circuito Challenger (2014-2016)

#### 2014
Comienza el 2014 llegando a octavos de final en el Challenger de Bucaramanga tras derrotar a Renzo Olivo, y cayendo ante Alejandro Falla en tres sets luego de haber tenido cuatro puntos de partido. Además, es nominado a Copa Davis, en la serie contra Barbados, perdiendo un partido y ganando otro.
En febrero, recibe una Will Card para participar de forma directa en el cuadro principal del ATP 250 Viña del Mar 2014, en Primera Ronda debía medirse ante Horacio Zeballos (campeón de la edición 2013) cayendo por doble 6-3.
A mediados de marzo gana su cuarto título Future, derrotando a Nicolás Jarry en la final del F1 Chile, alcanzando luego la final en el F2.
A principios de mayo lograría el mayor hito de su carrera y el más relevante de la nueva camada de tenistas chilenos, al alzarse con el título en el Challenger de Cali, venciendo a Mathias Bourgue en primera ronda por doble 6-4, después a Víctor Estrella (Favorito a quedarse con el torneo) por 6-4 y 6-1 en 2°Ronda, en los cuartos de final venció a Sherif Sabry por 6-3, 6-4, luego en las semifinales venció a Arthur De Greef por doble 6-3 y así llegaba a la Final del Challenger de Cali, el 4 de mayo venció al argentino Marco Trungelliti por parciales de 6-3, 4-6 y 6-3 para adjudicarse el primer título Challenger en su carrera, cediendo apenas un set en todo el torneo, además logró entrar Top 250 del por primera vez en su carrera.
Durante el resto del año, no pudo mantener el nivel, siendo su mejor resultado las semifinales en Challenger de Caltanisetta donde derrotó en rondas seguidas a Thomas Fabbiano, Pere Riba y Potito Starace, y perdiendo ante Facundo Bagnis.
En noviembre alcanza la final del Challenger de Montevideo en la modalidad de dobles junto a Nicolás Jarry, cayendo contra los uruguayos Pablo Cuevas y Martín Cuevas por 6-2 y 6-4.
Finaliza la temporada en el puesto 204.

#### 2015
Al inicio de 2015, sufrió con las lesiones. Tras un comienzo lento, alcanzó los cuartos de final en el Challenger de Sao Paulo, derrotando a su compatriota Nicolás Jarry.
En el Challenger de Cali, donde no pudo defender el título del año anterior, sufriendo una dura caída en el ranking.
En la segunda mitad del año, obtuvo dos títulos de la categoría Future, en Finlandia y Bélgica.
En octubre, alcanza una nueva final en el Challenger de Medellín, dejando a Alejandro González en el camino, y perdiendo ante Paolo Lorenzi por 7-6(3), 2-0 y abandono del chileno.
Finaliza la temporada en el puesto 284.

#### 2016
En marzo tras disputar la Copa Davis ante República Dominicana, en el Challenger de Santiago 2016 alcanza las semifinales derrotando en primera ronda al argentino Nicolás Kicker por 6-4 y 6-1, en segunda ronda se vio la caras con el italiano Alessandro Giannessi en la que El León tuvo que remontar para ganar por 5-7, 6-2 y 7-6, en cuartos venció al experimentado español Rubén Ramírez Hidalgo en otro exigente partido por (7)6-7, 6-3 y 7-6(3) y en semifinales perdió ante el argentino Facundo Bagnis (quien fue a la postre el campeón del torneo) por un contundente 6-1 y 6-2 acusando el desgaste de la Copa Davis y los exigentes partido en rondas anteriores del torneo.
En abril, logra su segundo título a nivel Challenger en el Challenger de São Paulo 2016, en primera ronda venció a Daniel Elahi Galán por 6-2, 6-3 después venció al brasileño Severino por 6-3 y 6 a 2, en cuartos de final venció a Juan Ignacio Lóndero por 1-6, 7-6(6), 7-5 en un disputado partido, en semifinales tenía un escollo difícil, el brasileño y favorito local Thiago Monteiro pendiendo el primer set por 7-5, pero sacando su garra El León rugió fuerte y remontó ganando por 6-4 y 6-2 el segundo y tercer set respectivamente llegando a su segunda final Challenger, el 26 de abril en la final venció Ernesto Escobedo por un fácil doble 6-2. Gracias a esto Lama ingresó a Top 200 por primera vez a los 23 años y 2 meses, subiendo 47 puestos y alcanzando el casillero 166° volviendo a ser el N°1 de Chile tras casi dos años, alcanzó su mejor puesto en el ranking en el lugar No. 160 en junio.
Finaliza la temporada en el puesto 223.

### Problemas de salud y rendimiento (2016-2020)
En octubre de 2016 sufre una tendinitis severa que implica cirugía en su muñeca, la cual comenzaría una seguidilla de problemas físicos. 
Su proceso de recuperación fue muy compleja ya que padeció depresión y ansiedad que le pasaron la cuenta tanto personal, como deportivamente.

#### 2017
Luego de varios meses sin competir y un lento regreso, su ranking cae hasta el puesto No. 765 en junio. Los triunfos regresan en agosto en el Challenger de Floridablanca alcanzando las semifinales tras derrotar a Victor Estrella, recuperando algunos puestos en el ranking. Finaliza la temporada en el puesto No. 431.

#### 2018 - 2020
Pierde en primera ronda del Challenger de Santiago frente a Sebastian Ofner. No obtiene buenos resultados en el año, lo más destacado vencer al veterano español ex 68° Daniel Muñoz de la Nava. Finaliza la temporada en el puesto No. 636.
Comienza la temporada en el Challenger de Santiago derrotando al argentino Francisco Cerúndolo en primera ronda, y perdiendo en segunda ronda con el belga Kimmer Coppejans.
A mediados de año es diagnosticado con Enfermedad de Crohn, lo que lo tuvo hospitalizado en estado de gravedad y donde perdió 10 kilos de peso.
Ya recuperado, y con la pausa debido al Covid-19, Lama se pone como objetivo volver al Top 200 para el próximo año, dejando atrás años de mala salud física y mental.

### 2021
En enero logra su primer título en más de 5 años, el Future de Egipto. 
En el Challenger de Santiago logra superar a Tomás Etcheverry en primera ronda, y al No. 97 del ranking ATP Roberto Carballés en segunda, logrando así una de las mejores victorias de su carrera. En tercera ronda fue derrotado por el chileno Tomás Barrios en un doble 7-6.
Fue finalista del Challenger de Quito cayendo ante Facundo Mena con un doble 6-4.
En el Challenger de Santiago 2, logra llegar hasta los cuartos de final perdiendo con Francisco Cerúndolo.

## Copa Davis
De momento lleva 10 nominaciones, habiendo jugado 12 partidos, ganando 9 (8 en singles y uno en dobles), perdiendo 3 (todos en singles).
- Debut: enero de 2014 contra Barbados por la Zona Americana 1, victoria ante Haydn Lewis por 6-4, 6-1 y 7-6.

### 2013
En abril, es nominado por primera vez para jugar Copa Davis, aunque sin su presencia asegurada en el equipo definitivo. Finalmente, el capitán Belus Prajoux eligió a Capdeville, Aguilar, Podlipnik-Castillo y Garin por sobre Lama, decisión que desató polémica tras la partida de Lama a jugar un Challenger en Colombia, donde no superó la fase de clasificación.

### 2014
Su debut en el Equipo Chileno de Copa Davis serie el 31 de enero de 2014 por la serie ante Barbados en el primer punto ante Hadyin Lewis, venciendo por 6-4, 6-1 y 7-6(4) en 2 horas de partido y dejando 1-0 arriba a Chile. el 2 de febrero en un partido clave Lama perdería ante la joven promesa Darian King, cayendo por contundentes 6-2, 6-3 y 6-4 en dos horas y nueve minutos en el cuarto punto. Y dejando la serie 3-1 a favor de Barbados y el equipo nacional debía pelear su permanencia contra Paraguay en abril.
El 4 de abril de 2014 por el primer punto entre la serie de Chile y Paraguay, Gonzalo vencería a Juan Borba por un contundente 6-3, 6-0 y 6-1 en una hora y 32 minutos, dándole el primer punto a los dirigidos por Nicolás Massú. Finalmente el equipo nacional vencería por 5-0 y no perdería la categoría.

### 2015
En marzo de 2015 el primer desafío era Perú, el 7 de marzo junto a Hans Podlipnik-Castillo en el dobles, cerrarían la serie ante los peruanos en un durísimo partido; en cuatro sets (6-4, 3-6, 6-4 y 7-5) vencieron a Juan Pablo Varillas y Sergio Galdós y Chile daba un pequeño paso rumbo al ascenso en la Zona Americana.
En la serie ante México Gonzalo no jugaría por una lesión, de todos modos el equipo chileno ganaría 5-0 y jugaría la final ante Venezuela
El 18 de septiembre Gonzalo le daría el primer punto a Chile tras vencer a Ricardo Rodríguez por 6-4, 6-1 y 7-5 en el Club Palestino. Finalmente el equipo chileno vencería 5-0 a Venezuela. Lama cerraría la serie tras vencer a Jordi Muñoz por 6-1 y 6-3.

### 2016
El 4 de marzo de 2016, Chile vencería por 5-0 a República Dominicana en el Court Central Anita Lizana y en el primer día la segunda raqueta nacional (en ese entonces) vencería al difícil José Hernández por apretados 6-3, 7-6(3) y 7-5 en una hora y 36 minutos, dándole el segundo punto al país. Jugaría el quinto punto, venciendo por un contundente 6-4 y 6-0 a José Olivares en una hora y 15 minutos.
En julio de 2016 conseguiría uno de sus mayores triunfos en los últimos años, tras vencer a la generación dorada del tenis colombiano, el 16 de julio en un partido clave, tras la derrota de Jarry ante Santiago Giraldo en el primer punto, la primera raqueta nacional vencería al favorito Alejandro González por parciales de 6-2, 7-5 y un contundente 6-0 en 2 horas y 21 minutos, dándole vida a Chile en la serie.
El 17 de julio tras el épico triunfo de Jarry y Podlipnik ante Cabal y Farah en 4 horas, el "León" tenía la posibilidad de cerrar la serie y no decepcionó, ante el colombiano Santiago Giraldo (ex 28° de la ATP), actual 131 y Lama (165° en ese entonces) vencería al colombiano por 6-3 y 5-2 (retiró) de Giraldo tras la impotencia de no poder ganarle a un rival inferior en Canchas de Iquique y Chile quedaba a un paso del Grupo Mundial.
En septiembre del mismo año el equipo chileno perdería por un contundente 5-0 ante Canadá en Halifax por la Respeca del Grupo Mundial y quedaba sin chances de volver a la élite del tenis. Sin lama en los primeros partidos. Finalmente Gonzalo jugaría el último ante Frank Dancevic, perdió por doble 6-4 en 1 hora y 21 minutos, pero no sin dar la pelea.

### 2018
Lama regresa al equipo de Copa Davis, disputando la serie frente a Ecuador en el Court Central Anita Lizana en febrero
Disputando el segundo singles contra el N°1 de Ecuador, Roberto Quiroz siendo favorito este último debía al ranking (Quiroz 216° y Lama 405°) cayendo en tres parciales por 6-3, (11)6-7 y 6-3 en casi tres horas de dura batalla, igualmente ganando la serie tras los triunfos de Nicolás Jarry en singles y dobles.

## Estilo de juego

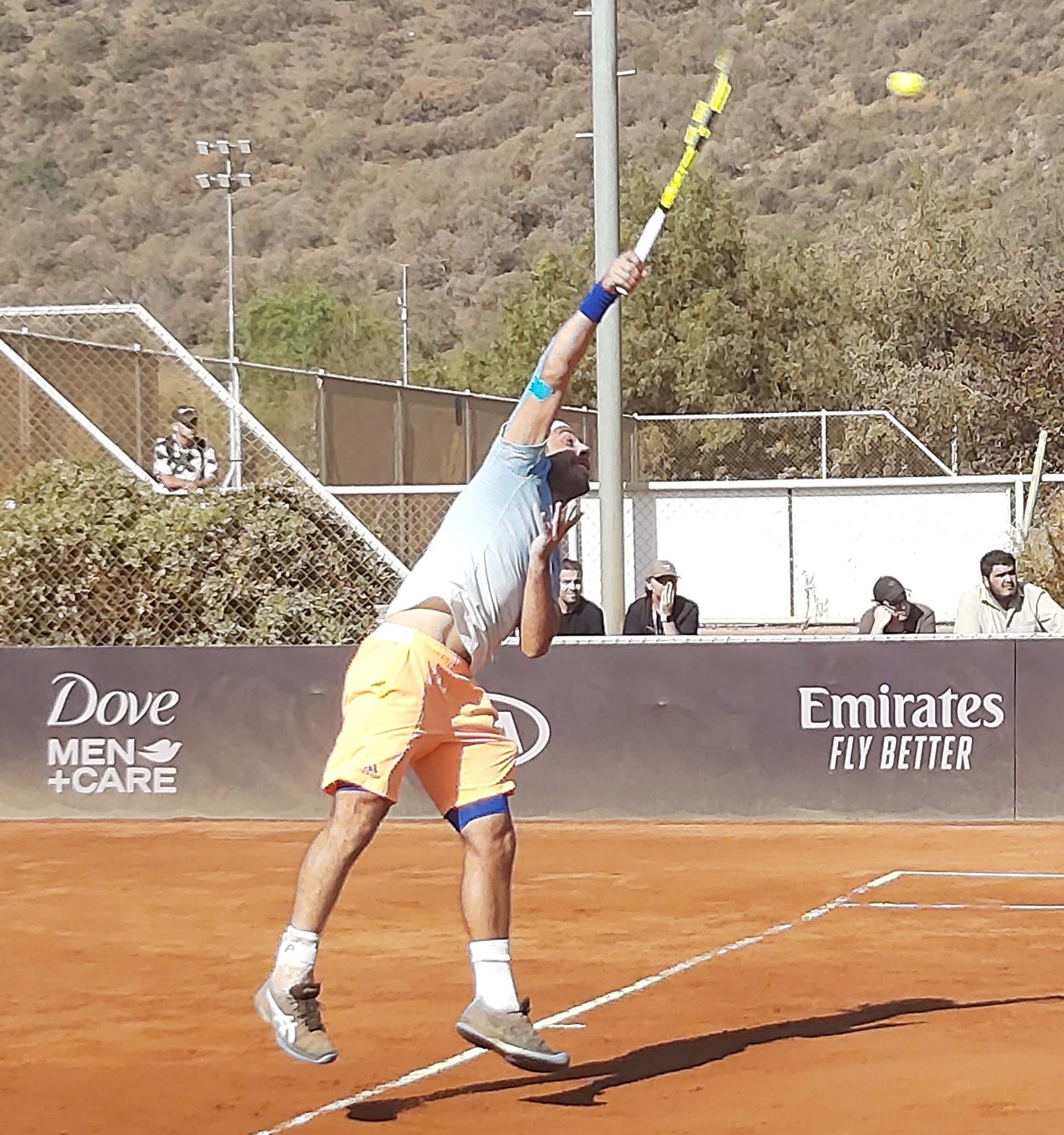
Lama ejecutando un «primer servicio» en el Chile Open de 2020.

Su máximo ídolo desde la infancia ha sido Fernando González. Su entrenador fue Guillermo Gómez desde 2018, compartido con Tomás Barrios y Alejandro Tabilo. Emplea una raqueta del modelo Babolat Pure Aero. Es diestro con revés a dos manos y prefiere las canchas con superficie de arcilla de polvo de ladrillo. Su bestia negra fue Paolo Lorenzi (0-5). Su rendimiento es mermado por el cansancio producido por la enfermedad de Crohn.
Registró la «derecha letal»: «derecha de peloteo» potente que consiste en aplicar esfuerzo en la intensidad realizando un movimiento vehemente del tronco —forzando principalmente los músculos centrales—, factible en cualquier lugar de la cancha, una de las mejores del mundo según los especialistas; inspirado por el «derechazo atómico» del tenis que incorporó Fernando González, propiciada por la influencia de emularlo y la necesidad de compensar la menor fricción que debilita los golpes en la arcilla de Santiago de Chile debido al clima mediterráneo continentalizado de estación seca prolongada, configurada durante los entrenamientos de su etapa juvenil en los años 2000 y bautizada por el periódico La Tercera como analogía con algo que puede ocasionar la muerte.

## Títulos enChallengers(2; 2+0)

### Individuales (2)
| N.º | Fecha               | Torneo                  | Superficie    | Oponente en la final | Resultado   |
| --- | ------------------- | ----------------------- | ------------- | -------------------- | ----------- |
| 1.  | 28 de abril de 2014 | Challenger de Cali      | Tierra batida | Marco Trungelliti    | 6-3 4-6 6-3 |
| 2.  | 18 de abril de 2016 | Challenger de São Paulo | Tierra batida | Ernesto Escobedo     | 6-2 6-2     |

## Títulos enFutures(16; 14+2)

### Individuales (14)
| N.º | Fecha                    | Torneo    | Superficie    | Oponente en la final     | Resultado         |
| --- | ------------------------ | --------- | ------------- | ------------------------ | ----------------- |
| 1.  | 22 de abril de 2013      | Santiago  | Tierra batida | Wilson Leite             | 5-7 7-6(8) 6-2    |
| 2.  | 30 de septiembre de 2013 | Santiago  | Tierra batida | Facundo Mena             | 6-2 6-1           |
| 3.  | 25 de noviembre de 2013  | Santiago  | Tierra batida | Andrés Molteni           | 6-1 6-4           |
| 4.  | 17 de marzo de 2014      | Santiago  | Tierra batida | Nicolás Jarry            | 6-1 6-2           |
| 5.  | 10 de agosto de 2015     | Hyvinkää  | Tierra batida | Sam Barry                | 6-2 6-3           |
| 6.  | 24 de agosto de 2015     | Ostende   | Tierra batida | Marvin Netuschil         | 6-3 7-6(7)        |
| 7.  | 12 de octubre de 2015    | Rancagua  | Tierra batida | Nico Matic               | 6-3 6-4           |
| 8.  | 7 de diciembre de 2015   | Osorno    | Tierra batida | Tomás Lipovsek           | 7-5 6-3           |
| 9.  | 31 de enero de 2021      | El Cairo  | Tierra batida | Nicolas Moreno           | 6-0 6-0           |
| 10. | 11 de abril de 2021      | Córdoba   | Tierra batida | Facundo Juárez           | 6-3 6-2           |
| 11. | 13 de junio de 2021      | Antalya   | Tierra batida | Francisco Comesana       | 6-4 6-2           |
| 12. | 20 de junio de 2021      | Antalya   | Tierra batida | Savva Polukhin           | 6-2 6-3           |
| 13. | 14 de agosto de 2022     | Guayaquil | Tierra batida | João Lucas Reis da Silva | 6-4, 4-6, 6-2     |
| 14. | 13 de noviembre de 2022  | Córdoba   | Tierra batida | Matías Franco Descotte   | 6-2, 3-6, 7-6 (7) |

### Dobles (2)
| N.º | Fecha                 | Torneo        | Superficie    | Pareja          | Oponentes en la final                         | Resultado            |
| --- | --------------------- | ------------- | ------------- | --------------- | --------------------------------------------- | -------------------- |
| 1.  | 22 de octubre de 2012 | Villa Alemana | Tierra batida | Nicolás Jarry   | Gabriel Alejandro Hidalgo Mauricio Pérez Mota | 5-7 6-3 [10-4]       |
| 2.  | 29 de octubre de 2012 | Santiago      | Tierra batida | Benjamín Ugarte | Patricio Heras Gastón Paz                     | 7-6(5) 6-7(4) [10-4] |

## Ranking ATP al finalizar cada temporada
| Año                     | 2011 | 2012 | 2013 | 2014 | 2015 | 2016 | 2017 | 2018 | 2019 | 2020 | 2021 | 2022 |
| Ranking en individuales | 822  | 752  | 299  | 225  | 262  | 239  | 403  | 632  | 840  | 738  | 322  | 261  |